# 大山阿夫利神社

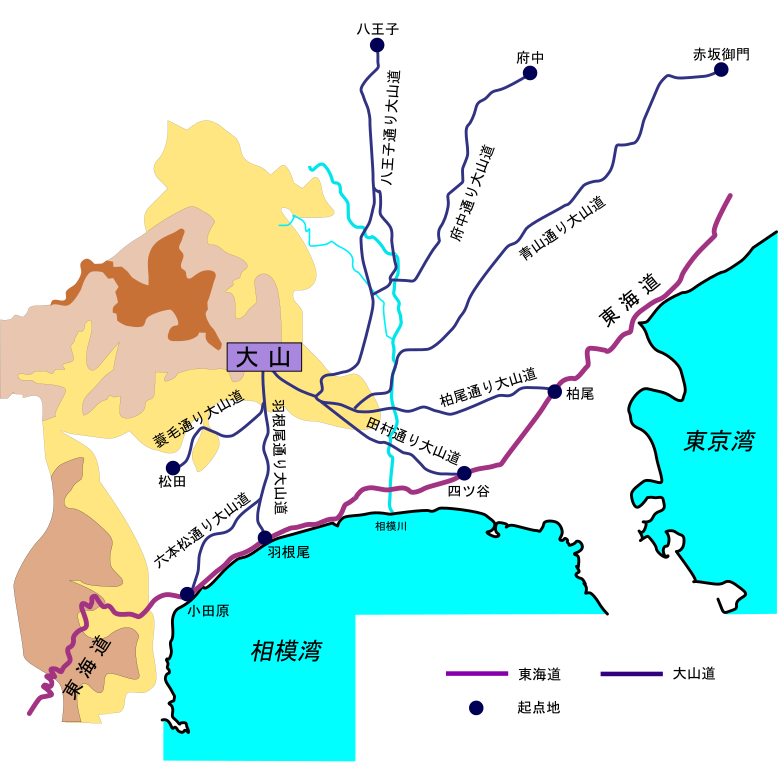
大山道(主要8道)

大山阿夫利神社（おおやまあふりじんじゃ）は、神奈川県伊勢原市の大山（別名: 雨降山〈あふりやま〉）にある神社である。延長5年（927年）の『延喜式神名帳』に記載されている相模国の延喜式内社十三社の内の一社（小社）で、旧社格では県社に列している（現・神社本庁の別表神社）。
大山の山頂に鎮座する本社（奥社・前社含む）と中腹に鎮座する下社があり、下社までは大山ケーブルカーでアクセス可能である（#交通アクセスも参照）。

## 祭神
下社主祭神は、大山祇神（おおやまつみのかみ）。
本社主祭神に、大山祇神（おおやまつみのかみ、神仏分離前は石尊大権現）。
摂社の奥社祭神に、大雷神（おおいかつちのかみ、神仏分離前は大天狗）。
摂社の前社祭神に、高龗神（たかおかみ、神仏分離前は小天狗）。
主祭神の大山祇神に摂社として雷神と高龗神の2神を配するのは愛媛県の大山祇神社と同じ構成であるが、これらは明治になってから神仏分離の際に祀られるようになったものであり、江戸期以前の神仏習合時代には、本社には本来の祭神である石尊大権現（せきそんだいごんげん、山頂で霊石が祀られていたことからこう呼ばれた）が祀られていた。また摂社では、奥社に大天狗、前社に小天狗が祀られていた。

## 歴史

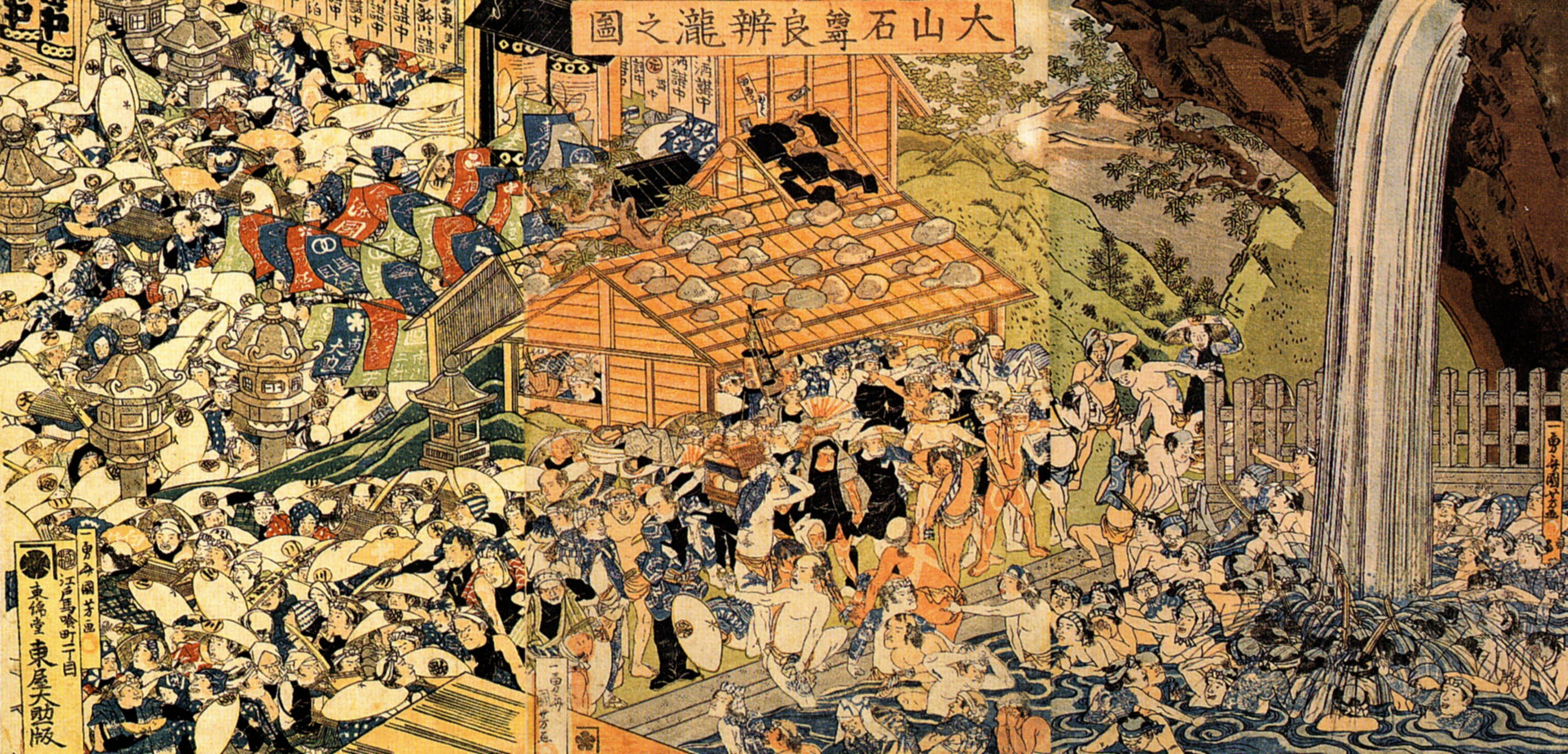
「大山石尊良辧瀧之図」 歌川国芳（画号: 一勇斎）筆、1819-20年（文政2-3年）。大山石尊（現・大山阿夫利神社）の滝に参拝する男達。

大山は古くから山岳信仰の対象として知られ、山頂からは祭祀に使われたとされる縄文土器が発掘されるなどしている。大山は山上によく雲や霧が生じて雨を降らすことが多いとされたことから、「あめふり（あふり）山」とも呼ばれ、雨乞いの対象としても知られていた。また、山頂の自然石を神体とする巨石崇拝（磐座）と山腹の二重滝を崇拝する湧水地信仰も見られる。
大山阿夫利神社は、社伝によると崇神天皇の御代に創建されたとされる。延長5年（927年）の『延喜式神名帳』では「阿夫利神社」と記載され、小社に列している。
天平勝宝4年（西暦752年）、良弁により神宮寺として雨降山大山寺が建立され、本尊として不動明王が祀られた。以後、神仏習合が続く。
中世以降は大山寺を拠点とする修験道（大山修験）が盛んになり、源頼朝を始め、北条氏・徳川氏など、武家の崇敬を受けた。
江戸時代には当社に参詣する講（大山講）が関東各地に組織され、多くの庶民が参詣した。大山詣は6月27日から7月17日まで期間に行われる女人禁制の参詣で、特に鳶や職人の間で人気があった。大山に2つある瀧・良辧瀧と大瀧で水垢離し、頂上の石尊大権現に登り、持ってきた木太刀を神前に納め、改めて授けられた木太刀を護符として持ち帰った。また、大山祇大神は、富士山に鎮まるとされる木花咲耶姫の父であるため、大山と富士山の「両詣り」も盛んとなり、「富士に登らば大山に登るべし、大山に登らば富士に登るべし」といわれた。なお、一部の地域には、大山に登ると一人前として認められるという伝承があり、大山の神霊が立身出世の神とされていたことがうかがえる。
明治時代になると神仏分離令を機に巻き起こった廃仏毀釈の大波に、強い勢力を保持していた大山寺も一呑みにされた。この時期に「石尊大権現・大山寺」の名称は使われなくなり、旧来の「阿夫利神社」に再び改称された。その後、大山寺はかつての女坂途中に場所を移して再建され、現在に至る。明治6年（1873年）には国学者の権田直助を祠官に迎え県社兼郷社に列格している。
戦後、神社本庁には属さず、昭和27年（1952年）8月より阿夫利神社本庁として単独で運営されてきたが、近年、神社本庁の傘下に入った（阿夫利神社本庁も存続）。
令和の大改修により、2025年（令和7年）に客殿や授与所が完成した。

## 祭事
- 筒粥神事 - 天候を占う。
- 引目祭 - 厄を祓う。
- 山開き
- 火祭薪能
- 大山能
- 巫女舞
- 倭舞

## 探訪（ギャラリー）

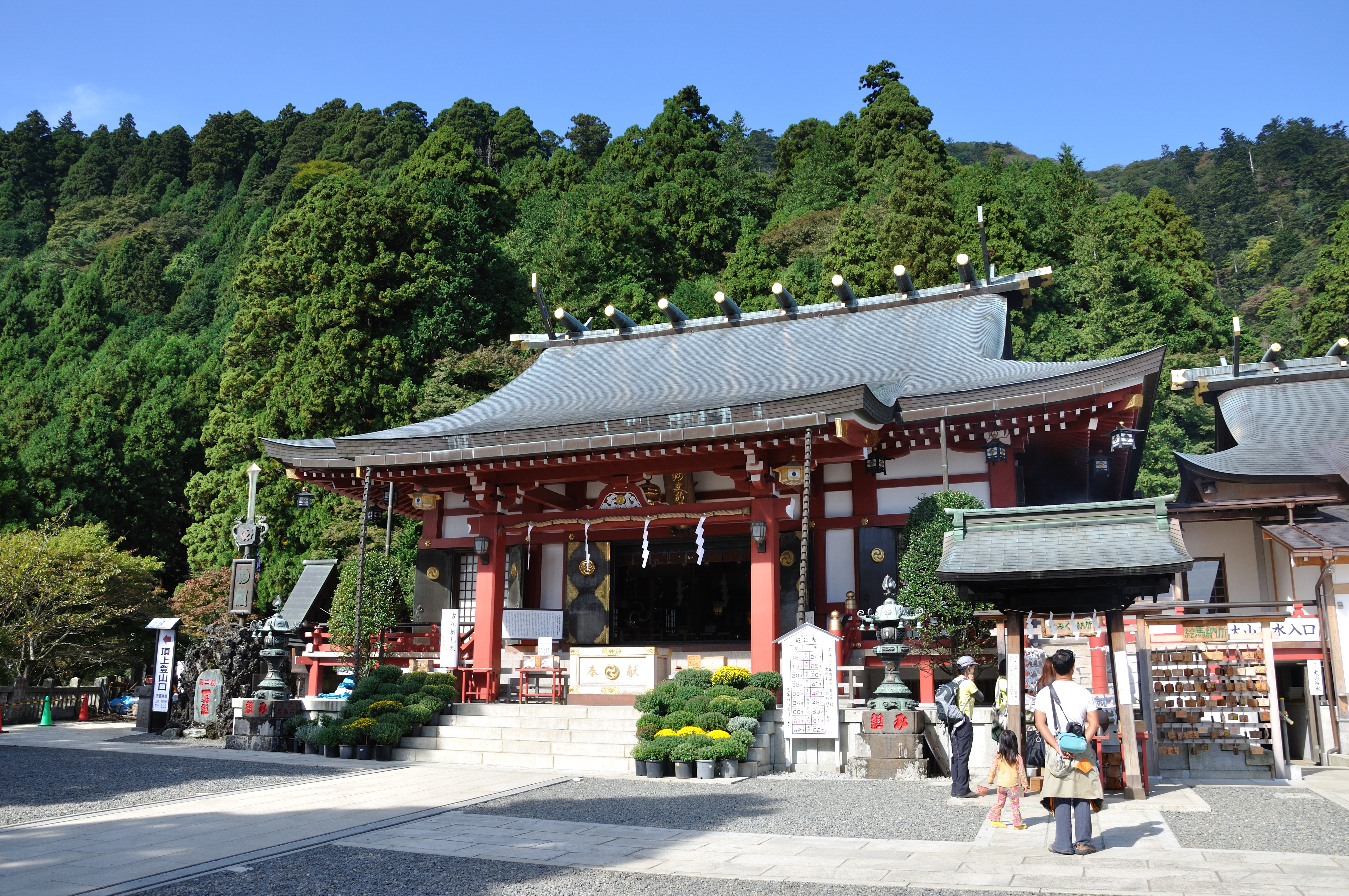
下社
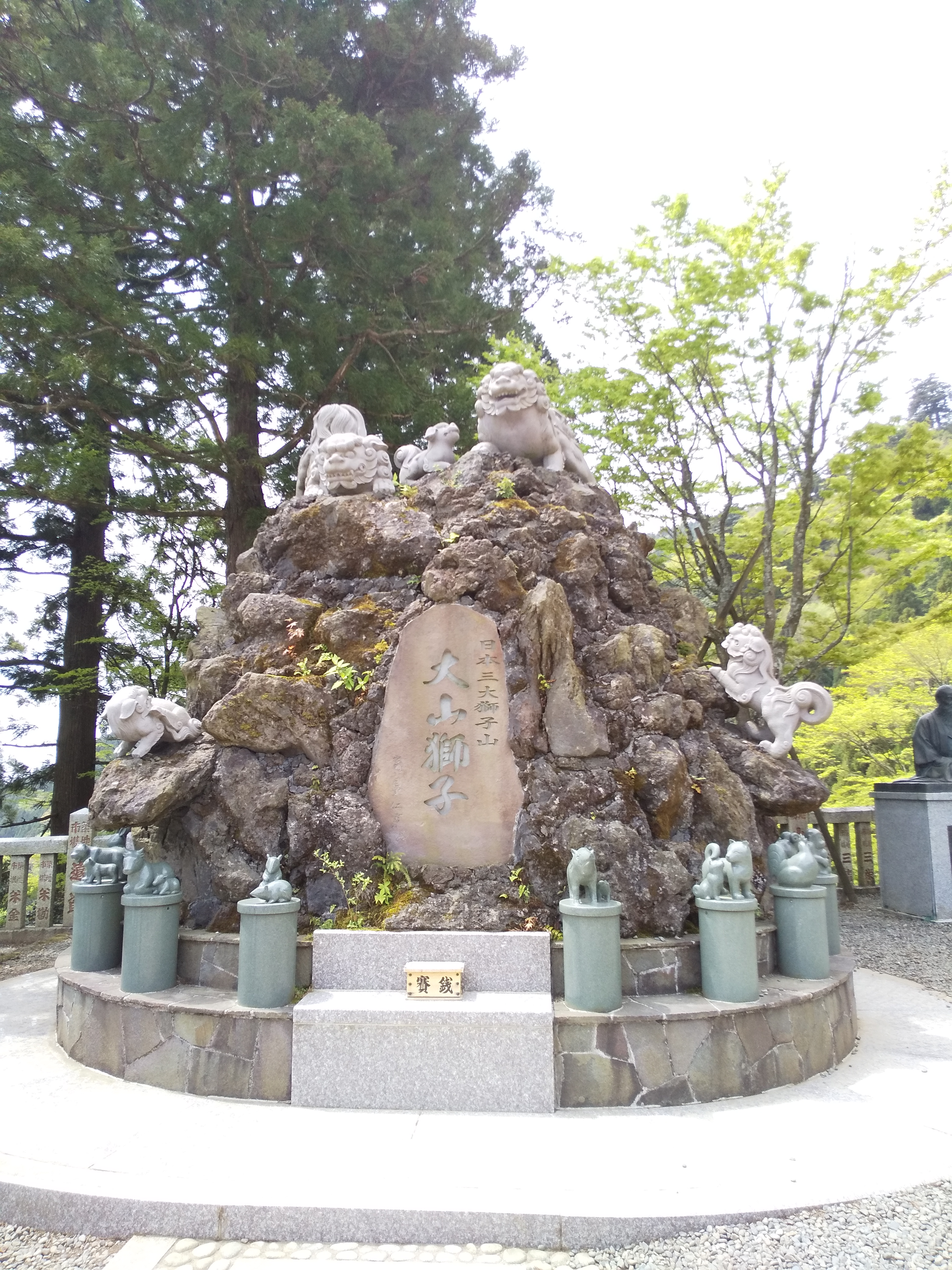
下社 獅子山
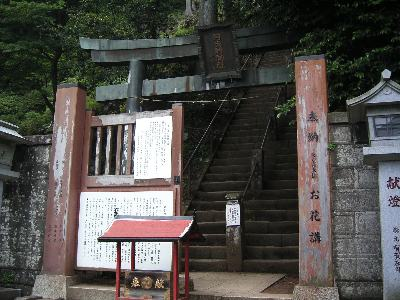
下社 登山口
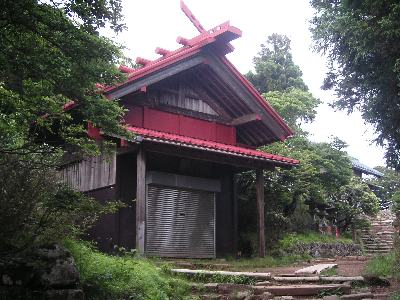
山頂 前社
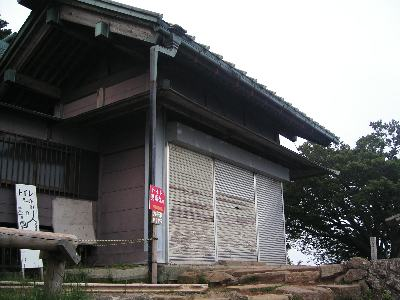
山頂 本社拝殿
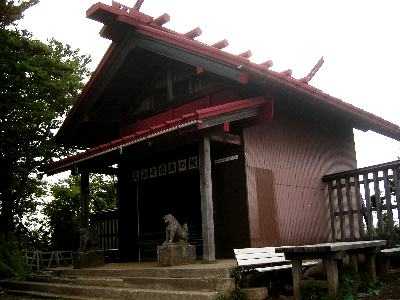
山頂 奥社
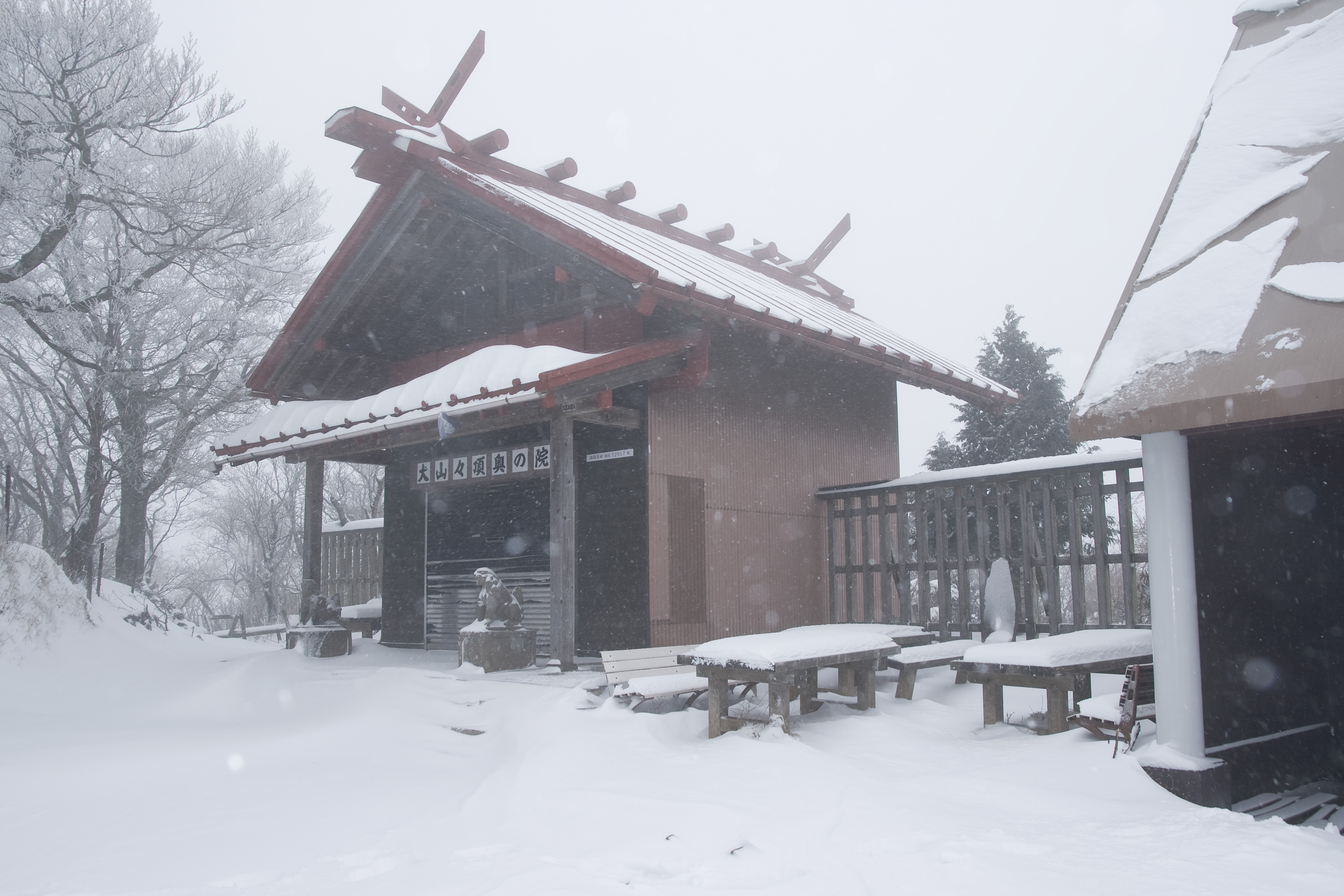
山頂 奥社（3月でもまだ雪が降り積もっている）
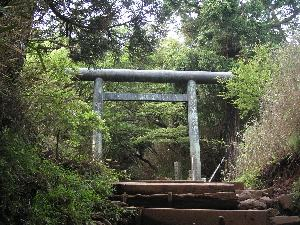
山頂 鳥居
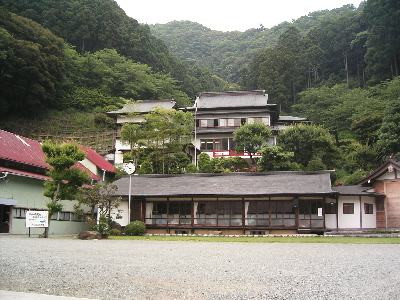
大山阿夫利神社本庁
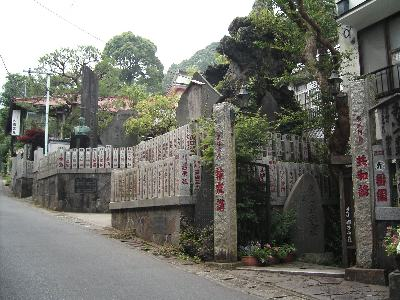
現在も続く宿坊

## 交通アクセス

### 下社まで
公共交通
- 小田急小田原線「伊勢原駅」北口（バス4番のりば）
  - 神奈川中央交通バス 伊10系統「大山ケーブル」行きに乗車、終点下車（約25分）
↓（下記の「大山ケーブル駅」まで徒歩約15分〈約600メートル〉）
    - 大山ケーブルカー「大山ケーブル駅」 - 終点「阿夫利神社駅」（約6分）、下車後徒歩約3分

車
- 新東名伊勢原大山ICより神奈川県道611号大山板戸線経由、市営駐車場あり（駐車場からは上記の「大山ケーブル駅」まで徒歩約15分）

### 本社まで
- 下社より大山の山頂まで登山（約90分）